# Nil (album)
Nil (Nameless Liberty Underground) è il secondo album studio della j-rock band The GazettE, pubblicato l'8 febbraio 2006 dalla PS Company in Giappone. Nil, inoltre, è il primo album della band ad essere venduto anche in Europa, dove è stato pubblicato il 30 maggio dalla CLJ Records.

## Tracce
Tutte le canzoni sono state scritte da Ruki e poi composte dai the GazettE.
CD
1. The End - 2:11
2. Nausea & Shudder - 6:07
3. Bath Room - 5:06
4. Maggots - 2:48
5. Namaatatakai Ame to Zaratsuita Jounetsu (生暖かい雨とざらついた情熱) – 3:04
6. D.L.N - 6:11
7. Shadow VI II I - 4:16
8. Baretta (バレッタ) - 5:44
9. Cassis - 6:44
10. Silly God Disco - 3:57
11. Discharge - 3:26
12. Taion (体温) – 6:17

DVD (dizione bonus limitata)
1. Shadow VI II I – 4:16

## Formazione
- Ruki - voce
- Uruha - chitarra
- Aoi - chitarra
- Reita - basso
- Kai - batteria